# Burg Kokenhusen
Die Burg Kokenhusen (lettisch Kokneses pils) ist die Ruine einer mittelalterlichen Bischofsburg im lettischen Koknese (deutsch Kokenhusen) etwa 85 Kilometer südöstlich der Hauptstadt Riga.
Zu Beginn des 13. Jahrhunderts am Ort einer abgebrannten Vorgängeranlage vom Bischof von Riga an der südwestlichen Grenze seines Bistums errichtet, stand sie auf einem 30 Meter hohen Felsvorsprung am Dünatal. Sie war Teil einer strategischen Kette aus Bischofs- und Ordensburgen entlang der Düna, die mit Dünamünde begann und über Riga, Holme, Uexküll und Lennewarden bis nach Kokenhusen reichte.
Im Laufe der Zeit immer wieder verändert und umgebaut, wurde die Anlage zu Beginn des 18. Jahrhunderts durch Sprengung zerstört. Ihre seit dem 16. Dezember 1998 denkmalgeschützte Ruine ist schon seit Ende des 19. Jahrhunderts ein beliebtes Ausflugsziel in der Region, das heute vollständig vom Wasser eines Stausees für das Wasserkraftwerk Pļaviņa umgeben ist.

## Geschichte

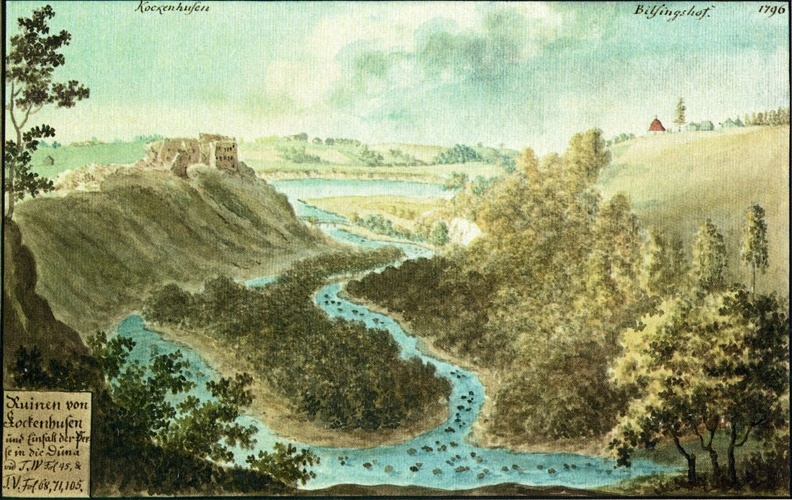
Der Burgberg samt Ruine Ende des 18. Jahrhunderts

Der Burgberg von Kokenhusen war schon lange vor Errichtung der steinernen Burg besiedelt. Eine erste schriftliche Erwähnung fand er als Kukonoyse in Heinrichs Livländischer Chronik, in welcher der Chronist Heinrich von Lettland für das Jahr 1205 einen Friedensschluss zwischen Albert von Buxthoeven, dem Bischof von Riga, und dem örtlichen Fürsten Wjatschko aufführt. Zu jener Zeit war der Hügel Standort einer lettgallische Holzburg. Im Jahr 1207 trug Wjatschko die Hälfte dieser Burg und seines Landes dem Bischof zu Lehen auf und wurde damit zu seinem Vasallen, lag aber nachfolgend mit seinem Lehnsherrn derart im Streit, dass er die Burg 1208 niederbrannte und Livland anschließend in Richtung Rus verließ.
1209 ließ Bischof Albert den Bau einer steinernen Burg am gleichen Ort beginnen, die schon im darauffolgenden Jahr einer Belagerung durch die Litauer standhalten konnte. Ein Drittel der Anlage verlehnte der Bischof an den Ritter des Schwertbrüderordens Rudolph von Jericho, aber schon 1213 war Albert wieder alleiniger Besitzer der Anlage. Anschließend wurde sie an den Ritter Meinhard und unter Bischof Nikolaus von Nauen an den Ritter Dietrich vergeben. Dieser nannte sich nachfolgenden „von Kukenois“ und konnte mit seiner Burgbesatzung 1221 einer erneuten Belagerung, diesmal durch 600 Litauer, trotzen. Die Witwe Dietrichs heiratete in zweiter Ehe Hans von Tiesenhausen, dem Erzbischof Albert Suerbeer am 25. April 1269 den Besitz von Kokenhusen bestätigte. Die Familie von Tiesenhausen blieb bis zum Jahr 1397 Besitzer der Burg, dann übernahm Erzbischof Johannes von Wallenrode die Anlage selbst und nutzte sie als Tafelgut und Sommerresidenz. Burg Kokenhusen wurde fortan von einem bischöflichen Vogt verwaltet.
Unter Erzbischof Henning Scharpenberg im zweiten Viertel des 15. Jahrhunderts umgebaut, spielte das gut befestigte Kokenhusen immer wieder eine große Rolle in den Auseinandersetzungen zwischen dem Erzbistum Riga und dem Deutschen Orden um Macht und Territorium in Livland. So setzte der Landmeister Bernhard von der Borch dort 1479 den Erzbischof Silvester Stodewescher fest, und 1556 nutzte Landmeister Johann Wilhelm von Fürstenberg die Burg als Gefängnis für den letzten Rigaer Erzbischof Wilhelm von Brandenburg und dessen Koadjutor Christoph zu Mecklenburg. Zuvor war die Anlage Ende des 15. oder Anfang des 16. Jahrhunderts mit durchgreifenden Umbauten an die Erfordernisse für moderne Feuerwaffen angepasst worden. Dies geschah durch Einrichtung von Schießkammern in den Gebäudeflügeln der Burg und die Errichtung großer Rundtürme.

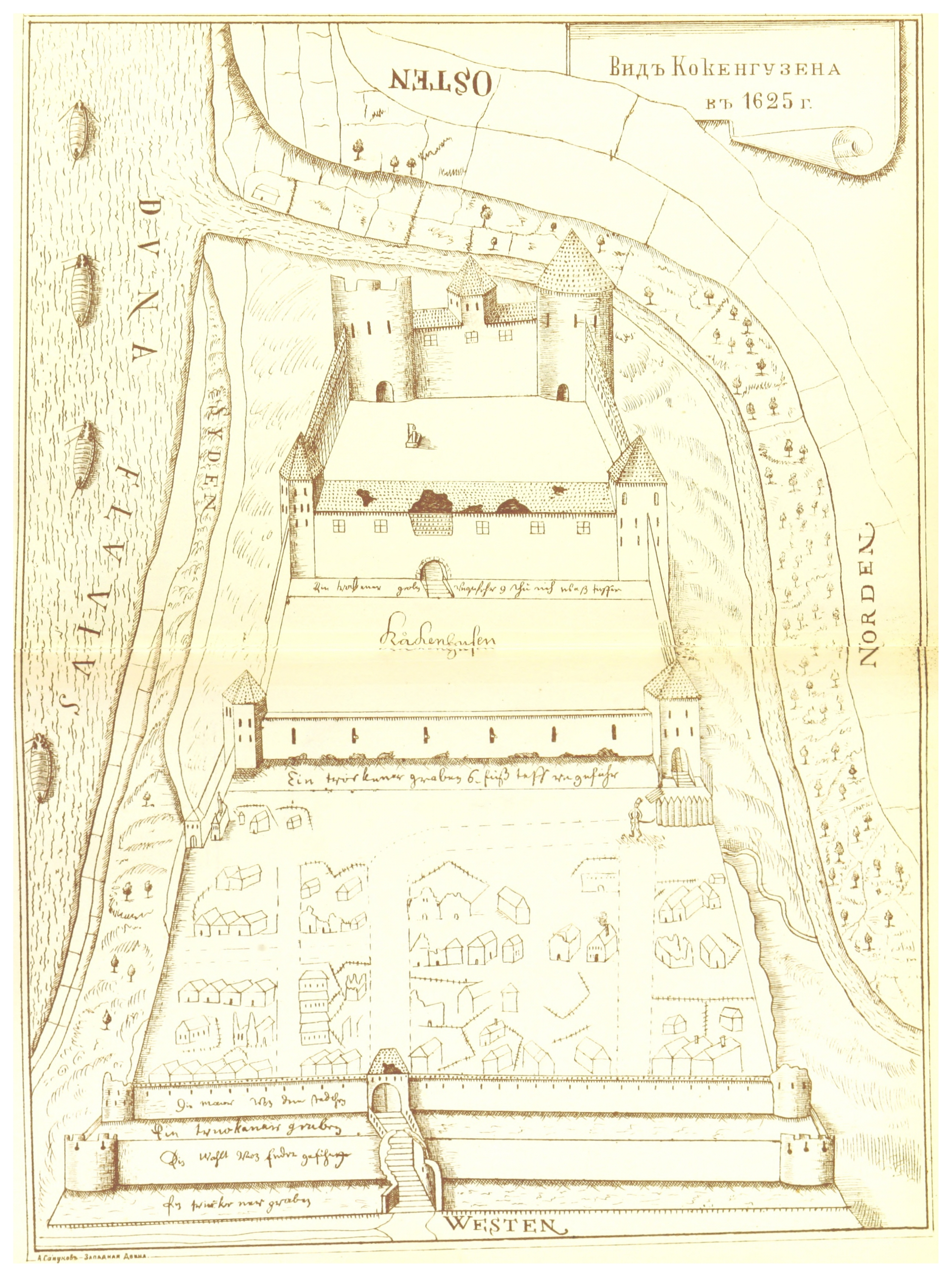
Kokenhusen im Jahr 1625, nach einem Original im Stockholmer Kriegsarchiv; Osten und Westen sind verwechselt

Nach der Säkularisation des Erzbistums im Jahr 1566 gelangte sein Territorium – und damit auch die Burg Kokenhusen – an Polen. Das führte dazu, dass die Anlage 1577 während des Livländischen Krieges von russischen Truppen Iwans des Schrecklichen überfallen und eingenommen, im darauffolgenden Jahr aber von Polen zurückerobert wurde. Im Schatten der Burg hatte sich schon im 13. Jahrhundert eine Ansiedlung gebildet, die 1277 von Erzbischof Johannes I. von Lune Stadtrechte erhielt und zu jener Zeit schon von einer Stadtmauer umgeben war. Später Umschlagplatz für Güter aller Art und prosperierendes Mitglied der Hanse, war die Stadt durch die zahlreichen kriegerischen Auseinandersetzungen im 15. und 16. Jahrhundert stark geschwächt. Außerdem hatte Kokenhusen nach dem Bau eines Flusshafens im nahe gelegenen Jaunjelgava seine wirtschaftliche Vormachtstellung in der Region eingebüßt und versank in der Folge allmählich in der Bedeutungslosigkeit.
1621 konnten schwedische Truppen die Burg nach 16-tägiger Belagerung einnehmen. Während der folgenden schwedischen Herrschaft wurde die Stadt Kokenhusen abgetragen und etwas weiter ins Landesinnere verlegt. Auf dem Areal, das die Siedlung zuvor eingenommen hatte, errichteten die Schweden Erdwälle zur weiteren Befestigung der Burg, in der sie auch einige Gewölbe reparierten. Die fast 80 Jahre dauernde schwedische Herrschaft wurde nur in der Zeit von 1656 bis 1661 unterbrochen, als russische Truppen die Burg erobern und fünf Jahre lang halten konnten. Königin Christina schenkte den Großteil des umfangreichen Kokenhusener Besitzes ihrem General-Kriegskommissar Heinrich Struberg (später Heinrich von Cronstiern), der ihn an seine Söhne vererbte. Sie besaßen die Burg noch bis 1682, dann fiel sie an den schwedischen Staat zurück.

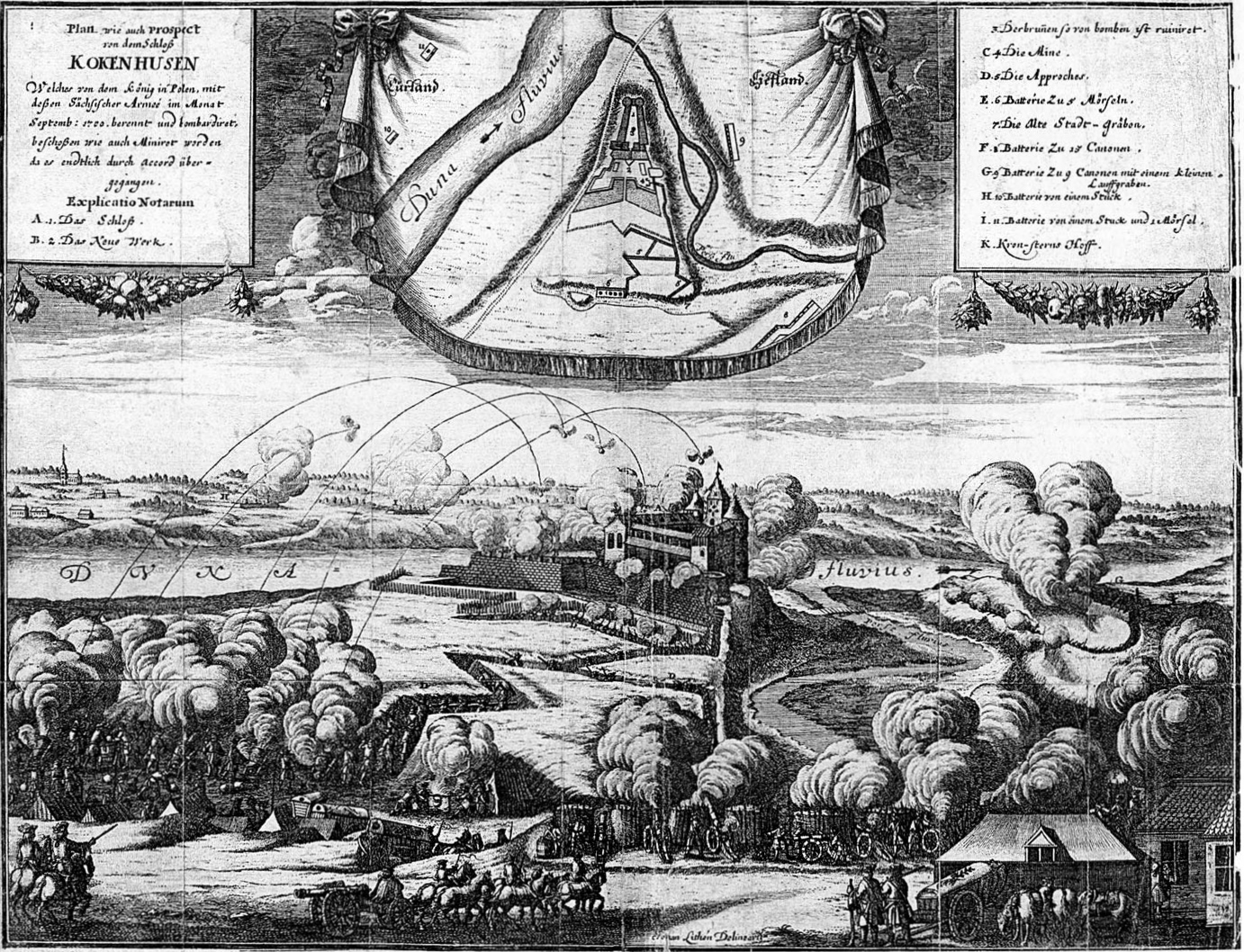
Einnahme der Burg Kokenhusen im Jahr 1700, Abbildung von Johan Lithen

Zu Beginn des Großen Nordischen Krieges nahm ein sächsisch-polnisches Heer die Burg Kokenhusen im Herbst des Jahres 1700 ein. Nach der verlorenen Schlacht an der Düna im Juli 1701 mussten die Soldaten allerdings vor vorrückenden Schweden weichen. Der sächsische Kommandant Adam Heinrich Bohse ordnete vor Verlassen der Burg noch an, die beiden großen Westtürme der Anlage zu sprengen, was am 25. Juli 1701 geschah. Nachdem 1702 weitere Bauten gesprengt worden waren, war die Burg verlassen und unbewohnt. 1744 schenkte die russische Kaiserin Elisabeth Kokenhusen ihrem Generalfeldzeugmeister, dem Grafen Peter Schuwalow, doch schon 1751 gehörte es dem herzoglich holsteinischen Kammerherrn und Kreismarschall zu Riga, Andreas Georg von Bayer. Er verkaufte die Burg am 26. Juni 1780 an seinen Schwiegersohn und späteren Landrat Carl Otto von Löwenstern, der mit Andreas Georgs Tochter Anna Maria verheiratet war. Die Familie Löwenstern errichtete 1894 in der Nachbarschaft der Burgruine im Park von Kokenhusen ein prächtiges neoklassizistisches Schloss, das jedoch schon im Ersten Weltkrieg zerstört wurde. Die Löwensterns blieben noch bis 1920 Eigentümer der Ruine und des umliegenden Landes, ehe sie im Zuge der lettischen Landreform enteignet wurden.
Von 1961 bis 1966 fanden auf dem Burgareal Ausgrabungen unter der Leitung von Adolfs Stubavs statt. Dann änderte sich die Lage der Ruine durch den Bau des Wasserkraftwerks Pļaviņas nachhaltig. Das Wasser der Düna wurde zu einem großen See angestaut, sodass der Wasserspiegel des Flusses und seines Nebenlaufs Pērse stark anstieg. Die Fundamente der Burg standen seitdem unter Wasser, was zu ihrer Unterspülung führte und auch die oberirdische Bausubstanz gefährdete. Nach einer Rettungsgrabung in den Jahren 1991 bis 1999 wurde das unter Wasser befindliche Mauerwerk anschließend mit einer Betonwand als Schutz und Stütze umgeben. Von 2002 bis 2007 schlossen sich Konservierungsarbeiten des erhaltenen, oberirdischen Mauerwerks an.

## Beschreibung

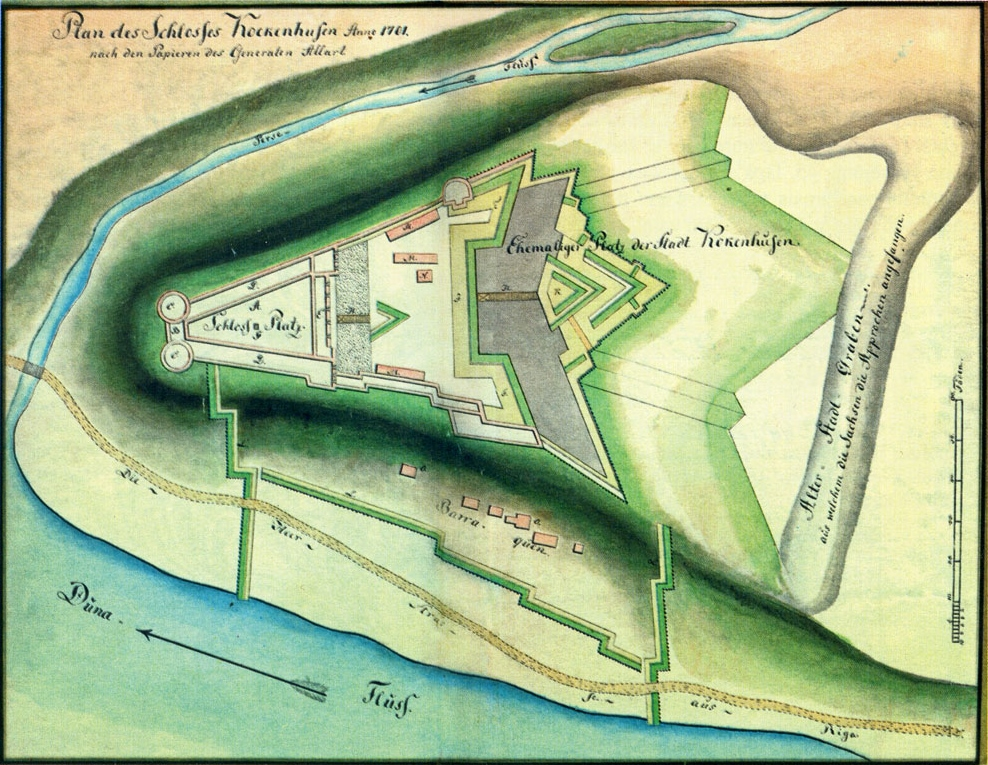
Lageplan der Burg von 1701

Die Reste der Burg Kokenhusen stehen auf einer Landzunge an der Mündung der Pērse in die Düna. Die Bebauung folgte seinerzeit der Form des Burgplatzes, und so besaß die Anlage einen dreieckigen Grundriss mit Seitenlängen von 100 bis 135 Metern. Im äußersten Westen lag die Kernburg, östlich davon, durch einen künstlichen Trockengraben getrennt, die Vorburg. Vor deren Ostseite lag früher, durch einen weiteren Graben getrennt, die Stadt Kokenhusen, die nach Osten wiederum durch einen Graben geschützt war. Mit diesem Aufbau war die Burg ein charakteristisches Beispiel für eine Abschnittsburg. Trotz durchgeführter Grabungen in den 1960er und 1990er Jahren ist die Bauentwicklung der Anlage noch nicht gründlich erforscht worden, sodass man bei Beschreibungen der unzerstörten Burg fast ausschließlich auf Pläne und Zeichnungen angewiesen ist. Die ältesten Abbildungen stammen aus dem beginnenden 17. Jahrhundert.

### Baubestand bis in die Frühe Neuzeit
Die 0,4 Hektar große Vorburg war von der vorgelagerten, etwa 3,6 Hektar einnehmenden Stadt durch einen befestigten Torturm mit Zugbrücke zu erreichen. In ihrem Bereich befanden sich hölzerne Wirtschaftsbauten, so zum Beispiel Unterkünfte für Bedienstete, eine Schmiede, Getreidespeicher und Stallungen. Zu ihrem Schutz stand an der Nordseite ein großer Turm mit hufeisenförmigem Grundriss. Er war einer von insgesamt vier Türmen, welche die Burganlage schützten. Von der Vorburg gelangte der Besucher über eine weitere Zugbrücke zur Kernburg, die rundherum von einer hohen Ringmauer umgeben war und einen Innenhof mit aufgemauertem Brunnenhaus besaß. An der Innenseite lehnten sich im Norden und Süden zweigeschossige Gebäudeflügel mit einer Länge von rund 60 Metern an die Umfassungsmauer. Die Hauptburg belegte eine Fläche von etwa 0,2 Hektar. Inventare aus den Jahren 1590 und 159  erwähnen einige Räumlichkeiten in den beiden Burgflügeln. Im Erdgeschoss des Trakts an der Pērse-Seite lagen eine Brauerei, eine Bäckerei und eine Küche. Für das Obergeschoss ist ein Speisesaal und eine Burgkapelle überliefert. Der Flügel an der Düna-Seite besaß im Erdgeschoss eine durch Pferde angetriebene Mühle. In seinem Obergeschoss lagen Wohnräume. Schon im 16. Jahrhundert waren die Fenster der Burg verglast.

### Heutiger Baubestand
Heute sind von der großen Anlage fast nur noch Reste der Kernburg-Außenmauern aus Dolomitgestein und einzelne Teilstücke von Mauern im Innenhof erhalten. Die Außenwände sind zwischen 3,8 und 4 Metern dick, während die Wände an der Hofseite eine Stärke von 2 bis 2,5 Metern aufweisen. Im Erdgeschoss sind noch gut die im 15./16. Jahrhundert eingerichteten Schießkammern für Feuerwaffen auszumachen. In der südlichen Außenwand finden sich die Reste eines rundbogigen Doppelfensters, das von dem Kunsthistoriker Armin Tuulse (siehe Literatur) in die romanische Zeit datiert wurde, während jüngere Publikationen davon sprechen, dass es aus dem 16. Jahrhundert und damit aus der Renaissance stammt. Von allen anderen Teilen der Anlage sind nur noch wenige Spolien erhalten, die heute im einstigen Burghof aufgestellt sind.
Ehe das Untergeschoss der Burg durch den Stausee des Wasserkraftwerks Pļaviņas geflutet wurde, konnten Ausgräber den früher als Verlies genutzten Keller des gesprengten, südwestlichen Rundturms untersuchen. Bei einer Mauerstärke von 4 Metern betrug der Durchmesser des Raums 3,9 Meter.